# Sinusrytme
Sinusrytmen er den rytme, der er genereret af Pacemakercellerne i Sinus-atrial knuden, som ligger ved hjertets højre forkammer (atrium). Ved et hjerteblok kan transmissionen gennem AV-knuden (atrio-ventrikulær knuden) blokeres, og derved når impulsen ikke frem til ventriklerne. Disse genererer derefter en egen rytme, som er langsommere end sinusrytmen. Hjerteblok kan inddeles i 3 grader alt efter om der kun er partielt blok eller komplet blok.
Andre celler kan have Pacemaker-aktivitet – herunder AV-knuden og det Hisske bundt.
| Fysiologi | Spire Denne artikel om fysiologi er en spire som bør udbygges. Du er velkommen til at hjælpe Wikipedia ved at udvide den. |